# Грязь (группа)
«Грязь» — белорусская альтернативная хип-хоп-группа из Могилёва. Бессменным лидером является Денис Астапов.

## История
Коллектив был образован в 2011 году вокалистом Денисом Астаповым и битмейкером Романом «Англичанином» Сащеко, которых свёл общий знакомый. Изначально Сащеко постоянно подвергал критике тексты Астапова, не желая писать для них музыку. После безрезультатных попыток совместной работы Астапов сформировал другую группу, John Doe.
Думаю: «Тексты тебе мои не нравятся? А мне нравятся!» Записываю с чуваками [John Doe] треки и однажды прошу Рому сделать мне за бабки в них электронику. Я приношу, он говорит: «Ох*енный текст, почему ты раньше мне не показывал?» Я взрываюсь. Говорю: «С*ка ты! У*бок! Ты меня год просто зае*ывал!» Короче, начали мы играть вместе.
 — из интервью Дениса Астапова The Flow, 2018 год.
В период с 2011 по 2017 гг. дуэт выпустил несколько релизов в рамках проектов Грязь и John Doe.
С 2012 года Роман Сащеко был преимущественно вовлечен в работу с Олегом Савченко в группе ЛСП. Денис Астапов активно сотрудничал с ними, выступая в качестве бэк-эмси на концертах, работая тур-менеджером и снимаясь в клипах. В это же время оба участника переезжают в Санкт-Петербург.
В июле 2017 года группа официально выпускает синглы «ББН» и «Я ненавижу людей».

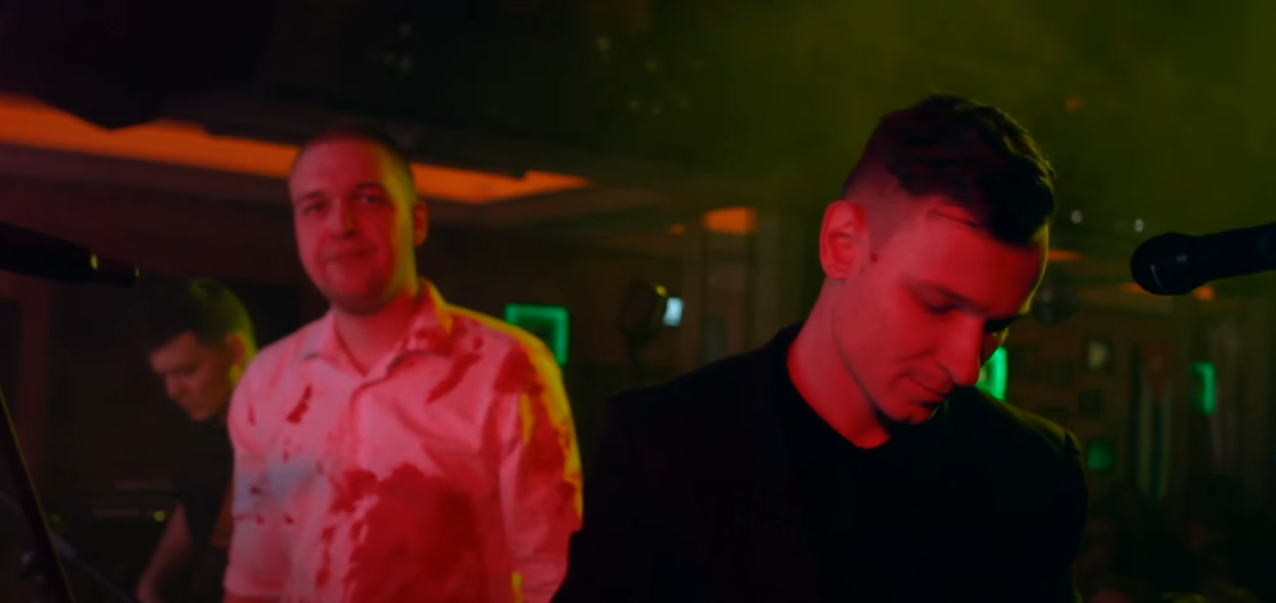
Денис Астапов и Рома Англичанин с John Doe, 2015 год

30 июля 2017 года умер Роман Сащеко. Деятельность проекта «Грязь» приостанавливается, Денис Астапов на две недели попадает в психбольницу. Спустя время он возобновляет деятельность группы с приглашенными музыкантами и продюсерами.

14 сентября 2018 года выходит дебютный студийный альбом «Сундук мертвеца», продюсерами релиза стали покойный Роман Сащеко и Noisecream. В треки «Давай завесим окна» и «Сундук мертвеца» вошли куплеты Сащеко, которые он успел записать при жизни. В октябре того же года группа даёт первые сольные концерты в Москве и Санкт-Петербурге.

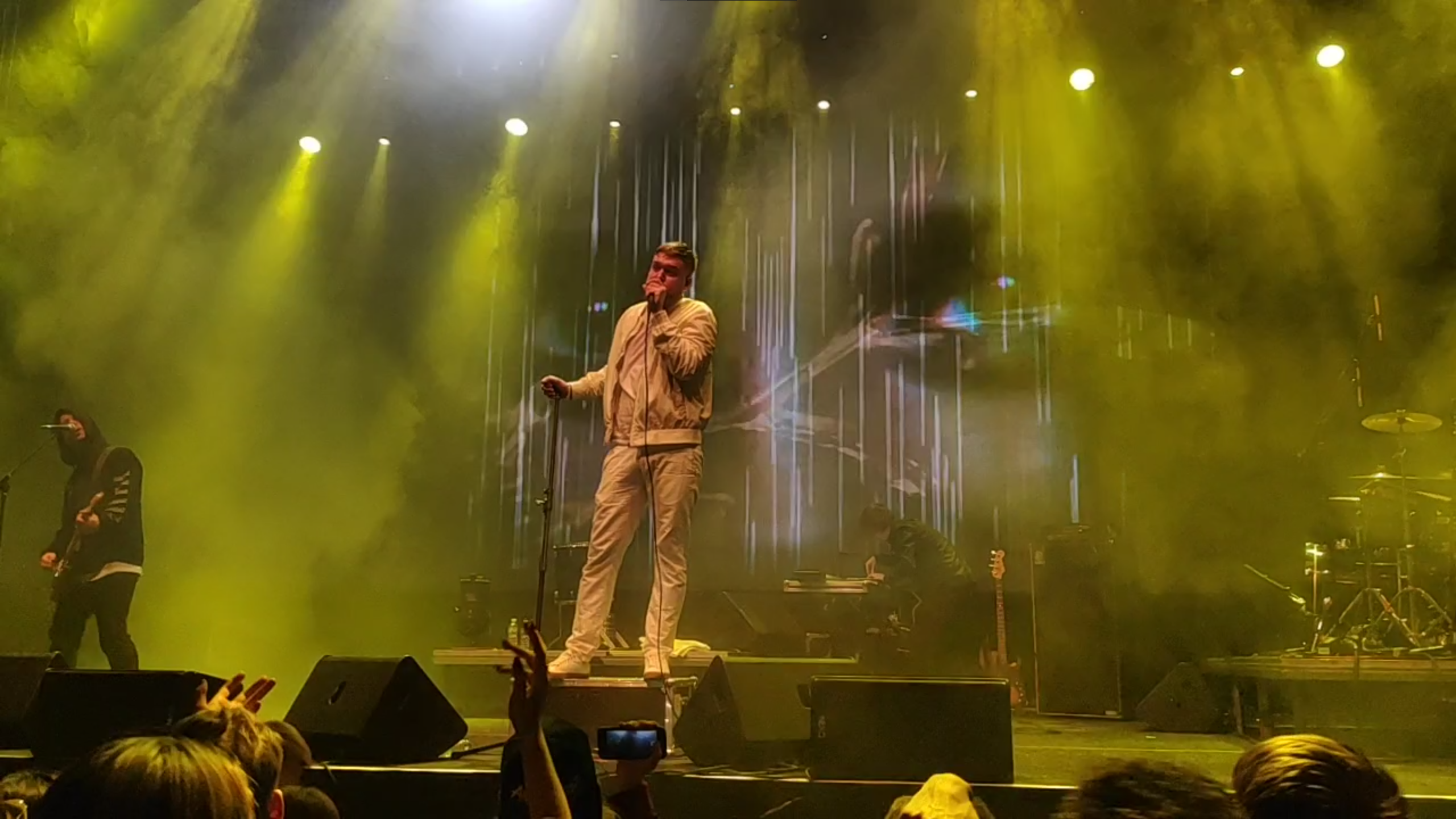
Концерт в Москве, 2020 год

В феврале 2019 года выходит мини-альбом «ДК ДЭНС (Вечер #1)», в октябре того же года выходит его продолжение, «ДК ДЭНС (Вечер #2)».
20 марта 2020 года выходит мини-альбом «Хроники голодного города», приглашенными участниками стали Лёха Никонов, рэпер Inice и группа Piggy Bang.
19 марта 2021 года группа выпускает мини-альбом «Святая иерархия».
В октябре 2022 года группа выложила в сеть черновой треклист предполагаемого нового студийного альбома под названием «По дороге в психбольницу». В феврале 2023 года после анонса концертов в поддержку релиза стало известно, что релиз будет разделен на несколько частей.
24 марта 2023 года выходит студийный альбом «По дороге в психбольницу (Часть 1)». Затем, 28 июня 2024 года, в продолжение выходит следующий студийный альбом «По дороге в психбольницу (Часть 2)».
Помимо полноформатных альбомов и EP группой было выпущено множество синглов и совместных работ, включая треки с такими исполнителями, как ЛСП, 25/17, ##### (5diez), Horus, Лёха Никонов, MSTR.FREI, Oligarkh, Овсянкин и ADA.

## Состав

### Текущий состав
- Денис Астапов — вокал, речитатив
- Артём Кудряшов — гитара
- Антон Сагачко — барабаны

### Бывшие участники
- Рома Англичанин — продюсирование, звукорежиссура, вокал
- Антон Докучаев — гитара
- Денис Антонов — барабаны
- Антон Кульпинов — бас

## Дискография

###### Студийные альбомы
- 2018 — Сундук Мертвеца
- 2023 — По дороге в психбольницу (Часть 1)
- 2024 — По дороге в психбольницу (Часть 2)

###### Мини-альбомы
- 2019 — ДК Дэнс (Вечер #1)
- 2019 — ДК Дэнс (Вечер #2)
- 2020 — Хроники голодного города
- 2021 — Святая иерархия

###### Синглы
- 2016 — Клюква (ремикс трека Pharaoh) (при уч. ЛСП)
- 2017 — Я ненавижу людей
- 2017 — ББН
- 2017 — Папа
- 2017 — Кукла
- 2019 — Обманула (при уч. ЛСП)
- 2019 — Ты особенный (при уч. Anacondaz)
- 2019 — Ничего не бойся
- 2020 — В этом месяце нет
- 2020 — Перемен
- 2020 — Третье сентября (при уч. Oligarkh)
- 2021 — Sober
- 2021 — Меньше диаметра пули (кавер группы «Химера») (при уч. Леха Никонов, MSTR.FEI)
- 2021 — Как тебе доверять?
- 2022 — Никому не нужна
- 2022 — Голубые огоньки (MSTR.FREI Remix)
- 2025 — Расскажи мне о любви (при уч. ЛСП)

###### Гостевое участие
- 2019 — Кома Intro (совм. с AKUTE)
- 2020 — Друг (совм. с Oligarkh)
- 2021 — Пора выбирать (совм. с Horus)
- 2021 — Холивар (совм. с #####)
- 2021 — Пепел (совм. с 25/17)
- 2021 — Новогодняя (совм. с The Brats)
- 2023 — NE ZNAL NIKOGDA (совм. с MSTR.FREI)
- 2024 — Hangoverdose (совм. с Овсянкин)
- 2025 — Улитки (совм. с ADA)
- 2025 — В невесомости (совм. с Piggy Bang)